# Беремжанов, Батырбек Ахметович
Батырбек Ахметович Беремжанов (10 декабря 1911, Бузулук Оренбургской области — 7 марта 1985, Алма-Ата) — советский ученый, доктор химических наук (1966), профессор (1965), член-корреспондент АН КазССР (1970), заслуженный деятель науки КазССР (1968).

## Биография
Сын Беремжанова Ахмета Кургамбековича. Происходит из подрода аю рода шакшак племени аргын.
Окончил КазПИ (1932), аспирантуру Ленинградского государственного университета (1939). 5 июня 1938 арестован УНКГБ по Ленинградской обл. Реабилитирован 13.03.1939 УНКВД КазССР (за недоказанностью состава преступления). С 1934 года — ассистент, старший преподаватель, доцент, заведующий кафедрой КазГУ, декан (1954—1980).
Выдвинул теорию континентального солеобразования; предложил технологические схемы получения концентрированного удобрений из каратауских и актобинских фосфоритов, очистки фосфорной и борной кислот; разработал методы синтеза сложных солей; экспресс-методы анализа с применением ультразвука.
Награждён орденом Ленина, Дружбы народов, «Знак Почета». На доме, где он жил, установлена мемориальная доска.

## Сочинения
- Солеобразование в некоторых континентальных бассейнах Казахстана. — А.-А., 1968.
- Русско-казахский словарь химических терминов. — А.-А., 1968.
- Жалпы химия. — А., 1970.